# Гельфер Соломія Максимівна
Гельфер Соломія Максимівна  (нар. 27 грудня 1916, Білосток, Російська імперія — 31 січня 2011, Москва) — російський радянський архітектор польського походження. Заслужений архітектор Російської Федерації.

## Біографія
Соломія Максимівна Гельфер народилася в Білостоці. Закінчила архітектурний технікум і Московський архітектурний інститут (МАРХІ). Була ученицею С. Н. Кожина, Г. П. Гольця, Н. В. Соболєва, М. П. Паруснікова. З 1935 року працювала у Музеї Всесоюзної Академії Архітектури. Похована на Донському кладовищі в Москві.

## Обрані проєкти і споруди
- Багатоквартирний житловий будинок на 3-ій Тверській-Ямській вулиці в Москві (1932)
- Туберкульозний санаторій для курорту Теберда на Північному Кавказі (1939)
- Проєкт міста Черніковськ в Башкирії (1942-1945) — тепер район «Черніковка» в Уфі
- Проєкт Новосибірського цирку (1966) — проєкт був підтриманий міністром культури Катериною Фурцевою та реалізований ще в дев'яти великих містах колишнього СРСР (Уфі, Самарі, Донецьку, Пермі, Луганську, Воронежі, Кривому Розі, Харкові і Брянську)
- Проєкти реконструкції та реставрації театрів: Кіровського в Ленінграді і МХТ в Москві (1960-1980-і роки)